# Andrena spinaria
Andrena spinaria är en biart som beskrevs av Warncke 1974. Andrena spinaria ingår i släktet sandbin, och familjen grävbin. Inga underarter finns listade i Catalogue of Life.